# 梁成大
梁成大（?—?），字谦之，福州人。
开禧元年进士。早年依附史弥远家僕幹萬昕，梁成大告訴幹萬昕說：“某若入台，必能辨此事。”。为弥远所引用。寶慶元年（1225年），誣劾魏了翁、真德秀，遷監察御史，被太学生们称为“梁成犬”，凡忤彌遠意者，与莫澤、李知孝三人相繼擊之，時稱三凶。次年，又劾奏杨万里之子楊長孺與徐瑄、胡夢昱等人。後通判扬州，不久迁宗正寺簿。理宗即位，亲政五日，用洪咨夔等人做监察御史，彈劾“三凶”梁成大、李知孝、莫泽等。晚年被限定在潮州居住。

## 延伸阅读
[在维基数据编辑]
 《宋史/卷422》，出自脱脱《宋史》